# Nikolaj Aleksandrovič Berdjajev
Nikolaj Aleksandrovič Berdjajev (rusko Никола́й Алекса́ндрович Бердя́ев), ruski filozof, * 18. marec (6. marec, ruski koledar) 1874, Obuhiv, Ruski imperij (danes Kijevska oblast, Ukrajina), † 24. marec 1948, Clamart, Francija.
Berdjajev je bil religiozni in politični filozof. Leta 1922 so ga izgnali iz Sovjetske zveze in je od leta 1925 živel v Franciji.